# Camaxtli
Camaxtli era o deus da caça, da guerra, da esperança e do fogo (que havia inventado). Foi um dos quatro deuses criadores da terra. Os Chichimecas o consideravam seu deus tribal. Esse deus está ligado à mitologia Tlaxcalteca.

Esse deus era um deus asteca